# 国楣复叶耳蕨
国楣复叶耳蕨（学名：Arachniodes fengii）为鳞毛蕨科复叶耳蕨属下的一个种。